# 1. Fußball-Club Nürnberg Verein für Leibesübungen 1965-1966
Questa voce raccoglie le informazioni riguardanti il 1. Fußball-Club Nürnberg Verein für Leibesübungen nelle competizioni ufficiali della stagione 1965-1966.

## Stagione
Nella stagione 1965-1966 il Norimberga, allenato da Jenő Csaknády, concluse il campionato di Bundesliga al 6º posto. In Coppa di Germania il Norimberga fu eliminato in semifinale dal Bayern Monaco. In Coppa delle Fiere il Norimberga fu eliminato al primo turno dall'Everton.

## Rosa
| N. |                     | Ruolo | Calciatore         |
| -- | ------------------- | ----- | ------------------ |
|    | Germania (bandiera) | P     | Adolf Ruff         |
|    | Ungheria (bandiera) | P     | Gyula Tóth         |
|    | Germania (bandiera) | P     | Roland Wabra       |
|    | Germania (bandiera) | D     | Helmut Hilpert     |
|    | Germania (bandiera) | D     | Horst Leupold      |
|    | Germania (bandiera) | D     | Hermann Marchl     |
|    | Germania (bandiera) | D     | Ludwig Müller      |
|    | Germania (bandiera) | D     | Fritz Popp         |
|    | Germania (bandiera) | D     | Ferdinand Wenauer  |
|    | Germania (bandiera) | C     | Jürgen Billmann    |
|    | Germania (bandiera) | C     | Karl-Heinz Ferschl |
|    | Germania (bandiera) | C     | Heinrich Müller    |

| N. |                     | Ruolo | Calciatore          |
| -- | ------------------- | ----- | ------------------- |
|    | Germania (bandiera) | C     | Stefan Reisch       |
|    | Germania (bandiera) | C     | Tasso Wild          |
|    | Germania (bandiera) | C     | Franz Zimmert       |
|    | Germania (bandiera) | A     | Reinhold Adelmann   |
|    | Svizzera (bandiera) | A     | Toni Allemann       |
|    | Germania (bandiera) | A     | Rudolf Bast         |
|    | Germania (bandiera) | A     | Franz Brungs        |
|    | Germania (bandiera) | A     | Gustav Flachenecker |
|    | Germania (bandiera) | A     | Manfred Greif       |
|    | Germania (bandiera) | A     | Hubert Schöll       |
|    | Germania (bandiera) | A     | Heinz Strehl        |
|    | Germania (bandiera) | A     | Georg Volkert       |

## Organigramma societario
Area tecnica
- Allenatore: Jenő Csaknády
- Allenatore in seconda:
- Preparatore dei portieri:
- Preparatori atletici:

## Calciomercato

### Sessione estiva
| Acquisti | Acquisti      | Acquisti          | Acquisti |
| R.       | Nome          | da                | Modalità |
| -------- | ------------- | ----------------- | -------- |
| A        | Rudolf Bast   | VfR Mannheim      |          |
| A        | Franz Brungs  | Borussia Dortmund |          |
| P        | Gyula Tóth    | Schalke 04        |          |
| A        | Georg Volkert | Norimberga II     |          |

| Cessioni | Cessioni         | Cessioni       | Cessioni |
| R.       | Nome             | a              | Modalità |
| -------- | ---------------- | -------------- | -------- |
| A        | Richard Albrecht | Greuther Fürth |          |
| A        | Kurt Dachlauer   | Schweinfurt 05 |          |
| D        | Paul Derbfuß     | Greuther Fürth |          |
| A        | Rolf Wüthrich    | Young Boys     |          |

## Risultati

### Bundesliga

#### Girone di andata
| Arbitro: | Fritz |

|            |           |  |
| Schulz 57’ | Marcatori |  |

| Arbitro: | Mathieu |

|                   |           |                                                |
| Reisch 17’ (rig.) | Marcatori | 1’ (rig.), 31’, 37’ Brunnenmeier 58’ Konietzka |

| Arbitro: | Kreitlein |

|             |           |                      |
| Huberts 24’ | Marcatori | 12’ Greif 57’ Strehl |

| Arbitro: | Baumgärtel |

|          |           |             |
| Wild 90’ | Marcatori | 11’ Gerwien |

| Arbitro: | Malka |

|                    |           |              |
| May 17’ Simmet 75’ | Marcatori | 58’ Allemann |

| Arbitro: | Niemeyer |

|                                                            |           |                        |
| Brungs 16’, 54’, 76’, 85’ Reisch 28’ Flachenecker 32’, 63’ | Marcatori | 26’ Neumann 43’ Usbeck |

| Arbitro: | Biwersi |

|          |           |                      |
| Dobat 7’ | Marcatori | 73’ Strehl 84’ Greif |

| Arbitro: | Fritz |

|                         |           |                         |
| Strehl 56’ Allemann 58’ | Marcatori | 15’ Heynckes 76’ Milder |

| Arbitro: | Spinnler |

|                   |           |  |
| Emmerich 42’, 78’ | Marcatori |  |

| Arbitro: | Weyland |

|                                                   |           |  |
| Flachenecker 26’, 81’ Strehl 62’, 66’, 77’ (rig.) | Marcatori |  |

| Monaco di Baviera 30 ottobre 1965, ore 16:00 CET 11ª giornata | Bayern Monaco | 0 – 0 referto | Norimberga | Stadion an der Grünwalder Straße (35 000 spett.)\| Arbitro: \| Handwerker \| |
| Arbitro:                                                      | Handwerker    |               |            |                                                                              |

| Arbitro: | Fritz |

|              |           |  |
| Herrmann 80’ | Marcatori |  |

| Arbitro: | Ott |

|                        |           |                  |
| Volkert 55’ Brungs 70’ | Marcatori | 71’ Siemensmeyer |

| Kaiserslautern 3 dicembre 1965, ore 06:00 CET 14ª giornata | Kaiserslautern | 0 – 0 referto | Norimberga | Betzenbergstadion (7 000 spett.)\| Arbitro: \| Ohmsen \| |
| Arbitro:                                                   | Ohmsen         |               |            |                                                          |

| Arbitro: | Radermacher |

|            |           |            |
| Brungs 56’ | Marcatori | 64’ Reiner |

| Arbitro: | Deuschel |

|          |           |                           |
| Rühl 78’ | Marcatori | 4’ Bast 65’ (rig.) Reisch |

| Arbitro: | Schulenburg |

|                      |           |  |
| Volkert 46’ Wild 54’ | Marcatori |  |

#### Girone di ritorno
| Arbitro: | Ott |

|                     |           |             |
| Reisch 56’ Wild 76’ | Marcatori | 61’ Höttges |

| Arbitro: | Kreitlein |

|             |           |           |
| Grosser 59’ | Marcatori | 40’ Greif |

| Norimberga 29 gennaio 1966, ore 15:00 CET 20ª giornata | Norimberga | 0 – 0 referto | Eintracht Francoforte | Städtisches Stadion (30 000 spett.)\| Arbitro: \| Deuschel \| |
| Arbitro:                                               | Deuschel   |               |                       |                                                               |

| Arbitro: | Fritz |

|                                  |           |  |
| Krafczyk 8’ Maas 64’ Gerwien 88’ | Marcatori |  |

| Arbitro: | Radermacher |

|                                  |           |           |
| Brungs 16’, 48’ Flachenecker 71’ | Marcatori | 82’ Kuntz |

| Arbitro: | Niemeyer |

|  |           |           |
|  | Marcatori | 78’ Greif |

| Arbitro: | Schreiner |

|                                  |           |  |
| Flachenecker 28’, 67’ Strehl 52’ | Marcatori |  |

| Arbitro: | Schulenburg |

|                                                                |           |                                        |
| Netzer 5’, 38’ Heynckes 12’, 28’, 52’ Elfert 29’ Rupp 81’, 84’ | Marcatori | 19’ Flachenecker 57’ Brungs 82’ Strehl |

| Norimberga 19 marzo 1966, ore 16:00 CET 26ª giornata | Norimberga | 0 – 0 referto | Borussia Dortmund | Städtisches Stadion (60 000 spett.)\| Arbitro: \| Deuschel \| |
| Arbitro:                                             | Deuschel   |               |                   |                                                               |

| Arbitro: | Baumgärtel |

|  |           |                       |
|  | Marcatori | 17’ Strehl 65’ Brungs |

| Arbitro: | Jacobi |

|                             |           |                                    |
| Strehl 9’ (rig.) Brungs 83’ | Marcatori | 36’ (rig.) Brenninger 76’ Koulmann |

| Arbitro: | Lutz |

|            |           |  |
| Brungs 83’ | Marcatori |  |

| Arbitro: | Fritz |

|                               |           |                                  |
| Siemensmeyer 6’ Mülhausen 53’ | Marcatori | 82’ Brungs 87’ (aut.) Steinwedel |

| Arbitro: | Malka |

|           |           |            |
| Greif 66’ | Marcatori | 38’ Rummel |

| Arbitro: | Conrad |

|            |           |  |
| Peters 25’ | Marcatori |  |

| Arbitro: | Picker |

|                                          |           |          |
| Wild 2’, 31’ Strehl 78’ Flachenecker 86’ | Marcatori | 79’ Rühl |

| Arbitro: | Fritz |

|                      |           |                   |
| Hornig 17’ Weber 27’ | Marcatori | 24’ (rig.) Strehl |

### Coppa di Germania
| Arbitro: | Betz |

|  |           |                  |
|  | Marcatori | 64’ Flachenecker |

| Arbitro: | Tschenscher |

|                             |           |             |
| Strehl 82’ Flachenecker 88’ | Marcatori | 64’ Huberts |

| Arbitro: | Weyland |

|  |           |            |
|  | Marcatori | 25’ Strehl |

| Arbitro: | Handwerker |

|            |           |                         |
| Brungs 59’ | Marcatori | 29’ Ohlhauser 98’ Nowak |

### Coppa delle Fiere
| Arbitro: | Galba |

|           |           |            |
| Greif 24’ | Marcatori | 50’ Harris |

| Arbitro: | Bois |

|             |           |  |
| Gabriel 62’ | Marcatori |  |

## Statistiche

### Statistiche di squadra
| Competizione      | Punti | In casa | In casa | In casa | In casa | In casa | In casa | In trasferta | In trasferta | In trasferta | In trasferta | In trasferta | In trasferta | Totale | Totale | Totale | Totale | Totale | Totale | DR  |
| Competizione      | Punti | G       | V       | N       | P       | Gf      | Gs      | G            | V            | N            | P            | Gf           | Gs           | G      | V      | N      | P      | Gf     | Gs     | DR  |
| ----------------- | ----- | ------- | ------- | ------- | ------- | ------- | ------- | ------------ | ------------ | ------------ | ------------ | ------------ | ------------ | ------ | ------ | ------ | ------ | ------ | ------ | --- |
| Bundesliga        | 39    | 17      | 9       | 7       | 1       | 37      | 17      | 17           | 5            | 4            | 8            | 17           | 26           | 34     | 14     | 11     | 9      | 54     | 43     | +11 |
| Coppa di Germania | -     | 2       | 1       | 0       | 1       | 3       | 3       | 2            | 2            | 0            | 0            | 2            | 0            | 4      | 3      | 0      | 1      | 5      | 3      | +2  |
| Coppa delle Fiere | -     | 1       | 0       | 1       | 0       | 1       | 1       | 1            | 0            | 0            | 1            | 0            | 1            | 2      | 0      | 1      | 1      | 1      | 2      | -1  |
| Totale            | 39    | 20      | 10      | 8       | 2       | 41      | 21      | 20           | 7            | 4            | 9            | 19           | 27           | 40     | 17     | 12     | 11     | 60     | 48     | +12 |

### Andamento in campionato
| Giornata  | 1  | 2  | 3  | 4  | 5  | 6  | 7  | 8  | 9  | 10 | 11 | 12 | 13 | 14 | 15 | 16 | 17 | 18 | 19 | 20 | 21 | 22 | 23 | 24 | 25 | 26 | 27 | 28 | 29 | 30 | 31 | 32 | 33 | 34 |
| --------- | -- | -- | -- | -- | -- | -- | -- | -- | -- | -- | -- | -- | -- | -- | -- | -- | -- | -- | -- | -- | -- | -- | -- | -- | -- | -- | -- | -- | -- | -- | -- | -- | -- | -- |
| Luogo     | T  | C  | T  | C  | T  | C  | T  | C  | T  | C  | T  | T  | C  | T  | C  | T  | C  | C  | T  | C  | T  | C  | T  | C  | T  | C  | T  | C  | C  | T  | C  | T  | C  | T  |
| Risultato | P  | P  | V  | N  | P  | V  | V  | N  | P  | V  | N  | P  | V  | N  | N  | V  | V  | V  | N  | N  | P  | V  | V  | V  | P  | N  | V  | N  | V  | N  | N  | P  | V  | P  |
| Posizione | 12 | 18 | 16 | 13 | 15 | 12 | 10 | 10 | 12 | 8  | 11 | 12 | 11 | 8  | 9  | 7  | 7  | 6  | 6  | 7  | 7  | 6  | 6  | 6  | 6  | 6  | 6  | 6  | 6  | 6  | 6  | 6  | 6  | 6  |

Legenda:

Luogo: C = Casa; T = Trasferta. Risultato: V = Vittoria; N = Pareggio; P = Sconfitta.

### Statistiche dei giocatori
| Giocatore       | Bundesliga | Bundesliga | Bundesliga  | Bundesliga | Coppa di Germania | Coppa di Germania | Coppa di Germania | Coppa di Germania | Coppa delle Fiere | Coppa delle Fiere | Coppa delle Fiere | Coppa delle Fiere | Totale   | Totale | Totale      | Totale     |
| Giocatore       | Presenze   | Reti       | Ammonizioni | Espulsioni | Presenze          | Reti              | Ammonizioni       | Espulsioni        | Presenze          | Reti              | Ammonizioni       | Espulsioni        | Presenze | Reti   | Ammonizioni | Espulsioni |
| --------------- | ---------- | ---------- | ----------- | ---------- | ----------------- | ----------------- | ----------------- | ----------------- | ----------------- | ----------------- | ----------------- | ----------------- | -------- | ------ | ----------- | ---------- |
| R. Adelmann     | 2          | 0          | 0           | 0          | 0                 | 0                 | 0                 | 0                 | 0                 | 0                 | 0                 | 0                 | 2        | 0      | 0           | 0          |
| T. Allemann     | 25         | 2          | 0           | 0          | 2                 | 0                 | 0                 | 0                 | 1                 | 0                 | 0                 | 0                 | 28       | 2      | 0           | 0          |
| R. Bast         | 9          | 1          | 0           | 0          | 0                 | 0                 | 0                 | 0                 | 1                 | 0                 | 0                 | 0                 | 10       | 1      | 0           | 0          |
| J. Billmann     | 2          | 0          | 0           | 0          | 0                 | 0                 | 0                 | 0                 | 0                 | 0                 | 0                 | 0                 | 2        | 0      | 0           | 0          |
| F. Brungs       | 30         | 13         | 0           | 0          | 4                 | 1                 | 0                 | 0                 | 2                 | 0                 | 0                 | 0                 | 36       | 14     | 0           | 0          |
| M. Ebenhöh      | 0          | 0          | 0           | 0          | 0                 | 0                 | 0                 | 0                 | 0                 | 0                 | 0                 | 0                 | 0        | 0      | 0           | 0          |
| K. Ferschl      | 17         | 0          | 0           | 0          | 3                 | 0                 | 0                 | 0                 | 1                 | 0                 | 0                 | 0                 | 21       | 0      | 0           | 0          |
| G. Flachenecker | 17         | 9          | 0           | 0          | 4                 | 2                 | 0                 | 0                 | 2                 | 0                 | 0                 | 0                 | 23       | 11     | 0           | 0          |
| M. Greif        | 24         | 5          | 0           | 0          | 4                 | 0                 | 0                 | 0                 | 2                 | 1                 | 0                 | 0                 | 30       | 6      | 0           | 0          |
| H. Hilpert      | 32         | 0          | 0           | 0          | 4                 | 0                 | 0                 | 0                 | 2                 | 0                 | 0                 | 0                 | 38       | 0      | 0           | 0          |
| H. Leupold      | 25         | 0          | 0           | 0          | 3                 | 0                 | 0                 | 0                 | 2                 | 0                 | 0                 | 0                 | 30       | 0      | 0           | 0          |
| H. Marchl       | 0          | 0          | 0           | 0          | 0                 | 0                 | 0                 | 0                 | 0                 | 0                 | 0                 | 0                 | 0        | 0      | 0           | 0          |
| Z. Miladinović  | 0          | 0          | 0           | 0          | 0                 | 0                 | 0                 | 0                 | 0                 | 0                 | 0                 | 0                 | 0        | 0      | 0           | 0          |
| H. Müller       | 0          | 0          | 0           | 0          | 0                 | 0                 | 0                 | 0                 | 0                 | 0                 | 0                 | 0                 | 0        | 0      | 0           | 0          |
| H. Müller       | 0          | 0          | 0           | 0          | 0                 | 0                 | 0                 | 0                 | 0                 | 0                 | 0                 | 0                 | 0        | 0      | 0           | 0          |
| L. Müller       | 19         | 0          | 0           | 0          | 2                 | 0                 | 0                 | 0                 | 0                 | 0                 | 0                 | 0                 | 21       | 0      | 0           | 0          |
| F. Popp         | 21         | 0          | 0           | 0          | 3                 | 0                 | 0                 | 0                 | 0                 | 0                 | 0                 | 0                 | 24       | 0      | 0           | 0          |
| E. Preißler     | 0          | 0          | 0           | 0          | 0                 | 0                 | 0                 | 0                 | 0                 | 0                 | 0                 | 0                 | 0        | 0      | 0           | 0          |
| S. Reisch       | 20         | 4          | 0           | 0          | 2                 | 0                 | 0                 | 0                 | 1                 | 0                 | 0                 | 0                 | 23       | 4      | 0           | 0          |
| H. Renner       | 0          | 0          | 0           | 0          | 0                 | 0                 | 0                 | 0                 | 0                 | 0                 | 0                 | 0                 | 0        | 0      | 0           | 0          |
| A. Ruff         | 0          | 0          | 0           | 0          | 0                 | 0                 | 0                 | 0                 | 0                 | 0                 | 0                 | 0                 | 0        | 0      | 0           | 0          |
| H. Schöll       | 0          | 0          | 0           | 0          | 0                 | 0                 | 0                 | 0                 | 0                 | 0                 | 0                 | 0                 | 0        | 0      | 0           | 0          |
| H. Strehl       | 30         | 12         | 0           | 0          | 4                 | 2                 | 0                 | 0                 | 2                 | 0                 | 0                 | 0                 | 36       | 14     | 0           | 0          |
| H. Strich       | 0          | 0          | 0           | 0          | 0                 | 0                 | 0                 | 0                 | 0                 | 0                 | 0                 | 0                 | 0        | 0      | 0           | 0          |
| G. Tóth         | 3          | 0          | 0           | 0          | 1                 | 0                 | 0                 | 0                 | 0                 | 0                 | 0                 | 0                 | 4        | 0      | 0           | 0          |
| W. Usbeck       | 0          | 0          | 0           | 0          | 0                 | 0                 | 0                 | 0                 | 0                 | 0                 | 0                 | 0                 | 0        | 0      | 0           | 0          |
| G. Volkert      | 13         | 2          | 0           | 0          | 1                 | 0                 | 0                 | 0                 | 0                 | 0                 | 0                 | 0                 | 14       | 2      | 0           | 0          |
| R. Wabra        | 31         | 0          | 0           | 0          | 3                 | 0                 | 0                 | 0                 | 2                 | 0                 | 0                 | 0                 | 36       | 0      | 0           | 0          |
| F. Wenauer      | 32         | 0          | 0           | 0          | 3                 | 0                 | 0                 | 0                 | 2                 | 0                 | 0                 | 0                 | 37       | 0      | 0           | 0          |
| T. Wild         | 22         | 5          | 0           | 0          | 1                 | 0                 | 0                 | 0                 | 2                 | 0                 | 0                 | 0                 | 25       | 5      | 0           | 0          |
| F. Zimmert      | 0          | 0          | 0           | 0          | 0                 | 0                 | 0                 | 0                 | 0                 | 0                 | 0                 | 0                 | 0        | 0      | 0           | 0          |